# Gabriel Mann
Gabriel Mann, nato Gabriel Wilhoit Amis Mick (New Haven, 14 maggio 1972), è un attore statunitense.

## Biografia
Nato nel Connecticut inizia la sua carriera lavorando come modello. Debutta come attore nel 1995 partecipando a due film a tematica gay, come Parallel Sons e Stonewall. In seguito partecipa ai film Ho sparato a Andy Warhol e Paradiso perduto, venendo accreditato come Gabriel Mick.
Noto per aver interpretato Danny Zorn in The Bourne Identity e in The Bourne Supremacy, nel 2004 avrebbe dovuto interpretare Padre Francis in L'esorcista - La genesi di Paul Schrader, ma dopo il cambio del regista fu sostituito da un altro attore, ma riuscì ad interpretare Padre Francis in Dominion: Prequel to the Exorcist che Schrader realizzò nel 2005.
Nel 2005 lavora nel film di Wim Wenders Non bussare alla mia porta. Prende parte ad alcuni episodi delle serie televisive Mad Men e La spada della verità, in quest'ultima ricopre il ruolo del mago Zeddicus Zu'l Zorander da giovane. Dal 2011 fa parte del cast della serie televisiva Revenge nel ruolo del miliardario Nolan Ross.

## Filmografia

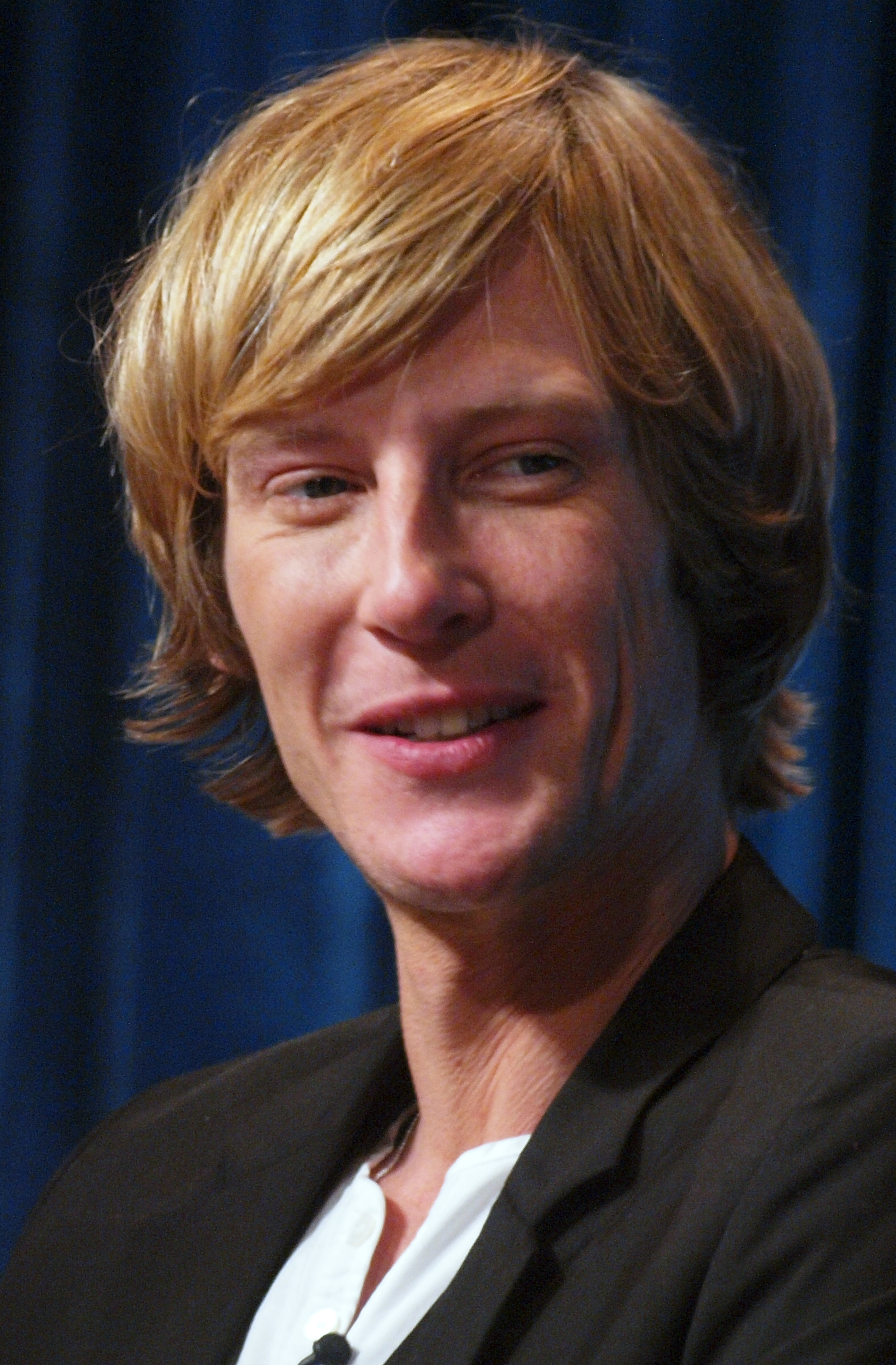
Gabriel Mann al PaleyFest del 2012

### Cinema
- Parallel Sons, regia di John G. Young (1995)
- Stonewall, regia di Nigel Finch (1995)
- Ho sparato a Andy Warhol (Shot Andy Warhol), regia di Mary Harron (1996)
- How to Make the Cruelest Month, regia di Kip Koening (1998)
- High Art, regia di Lisa Cholodenko (1998)
- Paradiso perduto (Great Expectations), regia di Alfonso Cuarón (1998)
- Claudine's Return, regia di Antonio Tibaldi (1998)
- No Vacancy, regia di Marius Balchunas (1999)
- Live Virgin - C'è una prima volta per tutto (American Virgin), regia di Jean-Pierre Marois (1999)
- L'occasione per cambiare (Outside Providence), regia di Michael Corrente (1999)
- Cherry Falls - Il paese del male (Cherry Falls), regia di Geoffrey Wright (2000)
- Things Behind the Sun, regia di Allison Anders (2001)
- Josie and the Pussycats, regia di Harry Elfont e Deborah Kaplan (2001)
- Il sogno di un'estate (Summer Catch), regia di Michael Tollin (2001)
- New Port South, regia di Kyle Cooper (2001)
- Buffalo Soldiers, regia di Gregor Jordan (2001)
- Abandon - Misteriosi omicidi (Abandon), regia di Stephen Gaghan (2002)
- The Bourne Identity, regia di Doug Liman (2002)
- The Life of David Gale, regia di Alan Parker (2003)
- Sleep Easy, Hutch Rimes, regia di Matthew Irmas (2004)
- The Bourne Supremacy, regia di Paul Greengrass (2004)
- Drum, regia di Zola Maseko (2004)
- Dominion: Prequel to the Exorcist, regia di Paul Schrader (2005)
- Sballati d'amore - A Lot Like Love (A Lot Like Love), regia di Nigel Cole (2005)
- Non bussare alla mia porta (Don't Come Knocking), regia di Wim Wenders (2005)
- The Big Empty, regia di Lisa Chang e Newton Thomas Sigel (2005)
- Piggy Banks, regia di Morgan J. Freeman (2005)
- Valley of the Heart's Delight, regia di Tim Boxell (2006)
- Love and Mary, regia di Elizabeth Harrison (2007)
- The Ramen Girl, regia di Robert Allan Ackerman (2008)
- 80 Minutes, regia di Thomas Jahn (2008)
- Demption, regia di Jason Neudecker (2008)
- Dark Streets, regia di Rachel Samuels (2008)
- The Rainbow Tribe, regia di Christopher R. Watson (2008)
- The Coverup, regia di Brian Jun (2008)
- Psych:9, regia di Andrew Shortell (2010)
- Fake, regia di Gregory W. Friedle (2010)
- Cesar Chavez, regia di Diego Luna (2014)

### Televisione
- Harvet of Fire, regia di Arthur Allan Seidelman - film TV (1996)
- E.R. - Medici in prima linea (ER) – serie TV, episodio 3x20 (1997)
- Heart Full of Rain, regia di Roger Young - film TV (1997)
- Fantasy Island - serie TV, episodio 1x11 (1999)
- Dying to Live, regia di Rob Hedden (1999)
- Wasteland - serie TV, episodio 1x03 (1999)
- Cenerentola a New York (Time of Your Life) – serie TV, episodio 1x09 (2000)
- Jeremiah - serie TV, episodio 1x18 (2002)
- Carnivàle – serie TV, episodio 1x04 (2003)
- Mad Men – serie TV, 4 episodi (2008)
- Wolverine and the X-Men - serie TV, episodio 1x07 (2008) - voce
- La spada della verità (Legend of the Seeker) – serie TV, episodi 2x05-2x17 (2009-2010)
- Avengers - I più potenti eroi della Terra (The Avengers: Earth's Mightiest Heroes) - serie TV, 7 episodi (2010-2012) - voce
- Revenge - serie TV, 89 episodi (2011-2015)
- The Mysteries of Laura - serie TV, episodio 3x02 (2016)
- Ray Donovan – serie TV, 6 episodi (2016)
- Damnation – serie TV (2017-2018)
- Batwoman – serie TV (2019)
- What/If – miniserie, 5 episodi (2019)

## Doppiatori italiani
Nelle versioni in italiano delle opere in cui ha recitato, Gabriel Mann è stato doppiato da:
- Alessandro Quarta in The Bourne Identity, The Life of David Gale, The Bourne Supremacy
- Stefano Crescentini in New Port South, Josie and the Pussycats, The Ramen Girl
- Alessandro Tiberi in Abandon - Misteriosi omicidi, Cherry Falls – Il paese del male
- David Chevalier in Carnivàle, Mad Men
- Emiliano Coltorti in La spada della verità, Revenge
- Massimiliano Manfredi in Buffalo Soldiers
- Roberto Gammino in Sballati d'amore - A Lot Like Love
- Francesco Bulckaen in Non bussare alla mia porta
- Guido Di Naccio in Ray Donovan
- Fabrizio Dolce in What/If